# Sascha van Beek
Sascha van Beek, geboren als Sascha Laackmann, (* 16. Juni 1983 in Geldern, Kreis Kleve) ist ein deutscher Politiker (CDU).

## Leben
Sascha van Beek wuchs in Sonsbeck auf. Nach der Schulzeit absolvierte er in Xanten eine dreijährige Berufsausbildung zum Veranstaltungstechniker und war anschließend u. a. als Tontechniker auf Musicaltourneen und als Leiter der Veranstaltungstechnik in einem Ferienclub in Tunesien tätig.
Nach einer beruflichen Umorientierung und einer weiteren Ausbildung zum Gesundheits- und Krankenpfleger studierte er, berufsbegleitend zu seiner Tätigkeit auf der Intensivstation und in der Anästhesie, Katastrophenmanagement im Gesundheitswesen in Wales. 2013 schloss er das Studium mit einem „Master of Science in Disaster Healthcare“ ab. Von 2018 bis 2023 war er als Regionalleiter Medizincontrolling für die St. Franziskus-Stiftung Münster mit Dienstsitz am St. Bernhard-Hospital in Kamp-Lintfort tätig. Seit 2023 arbeitet er als Ansprechpartner für Kommunen bei einem Projektentwicklungsunternehmen für Windenergieanlagen in Gladbeck.
Sascha van Beek ist verheiratet, Vater von zwei Kindern und lebt seit 2004 in Alpen-Veen im Kreis Wesel.

## Politik
Sascha van Beek ist seit 2006 Mitglied in der CDU. Seit 2016 ist er Vorsitzender des CDU-Gemeindeverbandes Alpen. Seit 2015 ist er CDU-Ratsmitglied im Rat der Gemeinde Alpen und seit 2020 Vorsitzender des Bau-, Planungs- und Umweltausschusses. Im November 2021 wurde er zum stellvertretenden Vorsitzenden der CDU im Kreis Wesel gewählt. Bei der Landtagswahl in Nordrhein-Westfalen 2022 kandidierte er als CDU-Direktkandidat im Landtagswahlkreis Wesel II.
Bei der Bundestagswahl 2025 kandidierte Sascha van Beek als CDU-Direktkandidat im Bundestagswahlkreis Wesel I (Wahlkreis 112), wo er 34,8 % der Erststimmen erreichte und in den 21. Deutschen Bundestag gewählt wurde. Sascha van Beek wird seit dem Wahlkampf für die Bundestagswahl 2025 von der überparteilichen Organisation Brand New Bundestag unterstützt.
Sein politischer Schwerpunkt liegt auf der Entwicklung und Gestaltung ländlicher Räume, insbesondere der Infrastruktur. Des Weiteren legt Sascha van Beek einen Schwerpunkt auf Klimapolitik, hierbei insbesondere die Energiewende und Windkraft. Van Beek ist Mitglied der KlimaUnion. Im Bereich der Sozialpolitik fordert van Beek Entlastungen niedriger und mittlerer Einkommen und bezeichnet Soziale Gerechtigkeit als einen seiner Hauptantriebe, Politik zu machen. Beim Thema Migration strebt van Beek eine „humane Migrationspolitik“ an, welche eine „starke Ordnungspolitik“, Förderung von Arbeitsmigration und eine konsequente Bekämpfung „irregulärer Migration“ brauche. Außerdem setzt sich van Beek für Gesundheitspolitik, insbesondere Gesundheitsversorgung im ländlichen Raum ein.